# Municipio de San Pedro Mártir Yucuxaco
El municipio de San Pedro Mártir Yucuxaco (en náhuatl: Yuco, xaco, ‘Cerro llorón’) es un municipio de 1,239 habitantes situado en el Distrito de Tlaxiaco, Oaxaca, México.

## Historia
Durante la Revolución Mexicana el pueblo se une a la causa zapatista teniendo como jefe revolucionario al teniente coronel Pedro Santiago, quien se distinguió por su estrategia y valor haciendo bajas al enemigo apoyado por otro jefe, el teniente Francisco Sanjuan.
Posteriormente por los años 1920 a 1932, el municipio por cuestión de límites territoriales tuvo conflictos bélicos con los poblados de San Juan Ñumí, Tlaxiaco y San Juan Sebastián Nicananduta, Teposcolula, quienes trataron de invadir las propiedades de los habitantes de este municipio, terminándose este conflicto después de varios años con la intervención del gobierno federal.

## Demografía
En el municipio habitan 1,239 personas. El 35.72% de la población vive en condiciones de pobreza extrema.

## Fiestas
Se celebra la fiesta titular en honor al santo patrón San Pedro Mártir de Verona el día 29 de abril de cada año, esta fiesta se inicia el día 27 de abril para terminar el día 29, los actos religiosos están a cargo del mayordomo quien después de la misa del patrón reparte palmas benditas, estampas y otras reliquias más.

## Organización
En el municipio se encuentran los siguientes poblados: 
| Nombre de la localidad             | Población 2010 |
| Cañada María                       | 340            |
| San Pedro Mártir Yucuxaco          | 276            |
| Guadalupe Hidalgo                  | 264            |
| La Ampliación Yucuxaco (La Lobera) | 162            |
| Las Peñas                          | 133            |
| Río Arena                          | 92             |
| El Progreso                        | 76             |
| La Unión                           | 34             |
| Loma del Coyote                    | 16             |
| Loma de Jatajiqui                  | 9              |
| Río los Sabinos                    | 3              |

## Flora y fauna
Las especies silvestres son escasas en el municipio, pueden encontrarse encinos. Dentro de la fauna se encuentran los coyotes, tlacuaches, zorros, conejos, cuervos y búhos. 